# Waldir Sáenz
Waldir Sáenz (Lima, 15 de maio de 1973) é um ex-futebolista peruano que atuava como atacante.

## Carreira
Waldir Sáenz integrou a Seleção Peruana de Futebol na Copa América de 1997.